# Coup de soleil (film)
Pour les articles homonymes, voir Coup de soleil (homonymie).
Pour plus de détails, voir Fiche technique et Distribution.
Coup de soleil (en russe : Солнечный удар, solnetchni oudar) est un film dramatique russe réalisé par Nikita Mikhalkov et sorti en 2014.
L'action se déroule en Russie pendant la Terreur rouge en 1920 et sous l'époque tsariste, en 1907. Le scénario est vaguement basé sur la nouvelle Coup de soleil et le journal intime Jours maudits (ru) du prix Nobel russe de littérature Ivan Bounine.
Le film est sélectionné comme entrée russe pour l'Oscar du meilleur film en langue étrangère à la 88e cérémonie des Oscars mais ne fut pas retenu parmi les cinq films nommés.

## Synopsis
Novembre 1920, sombre et humide, une armée tsariste se rend aux soviets dans le sud de la Russie, les officiers parqués attendent leur sort, tuent le temps.
Le capitaine se rappelle l'été 1907, un voyage en bateau sur la Volga ensoleillée. Jeune officier, il était tombé follement amoureux d'une belle jeune femme, qui disparaît comme elle est apparue.
L'action se déroule entre les officiers perdus, les passagers du bateau, les jours sombres, le soleil de juillet, le commissaire rêveur de la Tchéka, la belle jeune femme et la commissaire exaltée, le capitaine cassé et son passé de lieutenant émerveillé, le bateau blanc sur la Volga et la péniche rouillée...

## Fiche technique
Sauf indication contraire, les informations mentionnées dans cette section peuvent être confirmées par la base de données cinématographiques IMDb,  présente dans la section « Liens externes ».
- Titre original : Солнечный удар (en russe : solnetchni oudar)
- Titre français : Coup de soleil[2],[3]
- Réalisation : Nikita Mikhalkov
- Scénario : Alexandre Adabachyan, Nikita Mikhalkov, Vladimir Moisseenko
- Photographie : Vladislav Opeliants
- Montage : Svetolik Zajk
- Musique : Edouard Artemiev
- Décors : Valentin Guidoulianov
- Producteur : Leonid Verechtchaguine
- Société de production : Studio Trite
- Format : Couleur - 2,35:1 - Son Dolby - 35 mm
- Pays de production :  Russie
- Langue de tournage : russe
- Durée : 180 minutes (3h)
- Genre : Drame romantique, film historique
- Dates de sortie :
  - Serbie : 3 octobre 2014
  - Russie : 4 octobre 2014
  - République tchèque : 28 novembre 2015

## Distribution
- Martinch Kalita : le lieutenant
- Viktoria Soloviova : la femme inconnue
- Anastasia Imamova : Tatiana
- Sergueï Serov : le prêtre
- Xenia Popovitch : Olya
- Andreï Popovitch : Petia
- Alexandre Oustiougov : un officier de marine
- Alexandre Oblassov : le steward
- Alexandre Borissov : un marin
- Maxime Bitioukov : Trigorine
- Ilya Kiporenko : un étudiant
- Sergueï Batchourski : Bela Kun
- Vitali Kichtchenko : le capitaine de cavalerie
- Miriam Sekhon : Rosalia Zemliatchka
- Denis Vassiliev : un étudiant
- Ivan Chmakov :
- Kirill Boltaïev : le capitaine cosaque
- Vladimir Terechtchenko :
- Aliona Spivak : la femme sur le bateau
- Oleg Graf : l'officier
- Alexandre Michkov : un cadet
- Alexandre Adabachyan : le photographe
- Edouard Artemiev : l'assistant du photographe
- Sergueï Karpov : Egory
- Kristina Kirillova : Lizonka
- Milos Bikovic : le baron Nikolaï Alexandrovitch Gulbe-Levitsky, dit Koka
- Avangard Leontiev : le fakir
- Paulina Pouchkarouk : une dactylo